# Viktor Kazantsev
Pour les articles homonymes, voir Kazantsev.
Viktor Germanovitch Kazantsev (russe : Ви́ктор Ге́рманович Каза́нцев), né le 26 février 1946 et décédé le 14 septembre 2021, est un envoyé du président russe dans le district fédéral du Sud de 2000 à 2004. 
Il a mené des négociations primaires entre le gouvernement russe et l'opposition tchétchène. Décoré du titre de héros de la fédération de Russie, il a été impliqué dans la coordination des réponses du gouvernement à diverses actions violentes en Tchétchénie. Kazanstev a également été impliqué dans la coordination de la tentative de sauvetage lors de la prise d'otages du théâtre de Moscou, qui a eu lieu en octobre 2002.